# Bodnegg
Bodnegg – miejscowość i gmina w Niemczech, w kraju związkowym Badenia-Wirtembergia, w rejencji Tybinga, w regionie Bodensee-Oberschwaben, w powiecie Ravensburg, wchodzi w skład związku gmin Gullen.

## Bibliografia

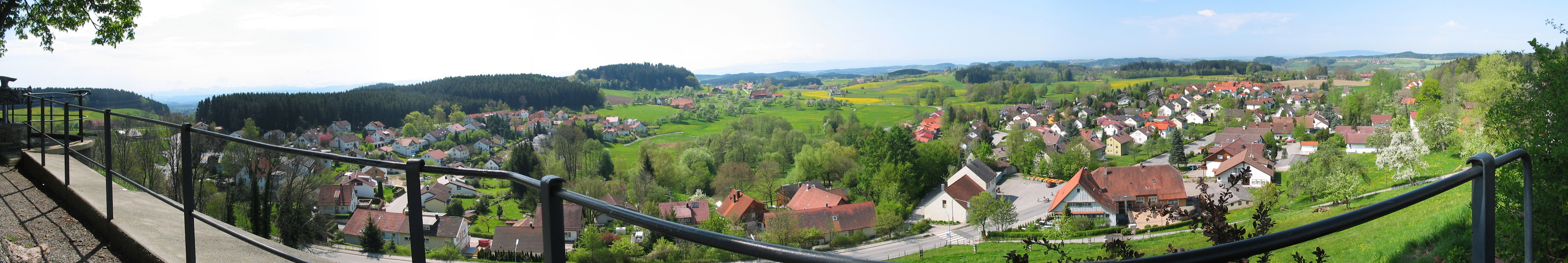
Panorama Bodnegg

## Współpraca
Miejscowość partnerska:
- Vouvry, Szwajcaria